# Horia (okręg Arad)
Horia – wieś w Rumunii, w okręgu Arad, w gminie Vladimirescu. W 2011 roku liczyła 2117 mieszkańców. 